# 长颖羊茅
长颖羊茅（学名：Festuca longiglumis）为禾本科羊茅属下的一个种。

## 扩展阅读
維基物種上的相關：长颖羊茅